# Alameda (stație de metrou din Lisabona)
Alameda este o stație de pe Linia verde și cea roșie a metroului din Lisabona. Stația este situată sub Bulevardul Almirante Reis, la intersecția cu strada Alameda Dom Afonso Henriques, la est de Institutul Tehnic Superior. Precum toate noile stații ale metroului din Lisabona, Alameda poate deservi și persoanele cu dizabilități locomotorii, fiind echipată cu multiple lifturi și scări rulante care permit un acces facil la peroane.

## Stația de pe Linia verde
A fost inaugurată pe 18 iunie 1972, în același timp cu Arroios, Areeiro, Rossio și Alvalade, odată cu prelungirea Liniei verzi până în freguesia Alvalade. Proiectul original îi aparține arhitectului Dinis Gomes, iar lucrările plastice pictoriței Maria Keil.
Pe 3 martie 1998 a fost terminată extinderea stației, lucrările fiind executate după un proiect realizat de arhitectul Manuel Tainha și decorațiuni ale pictorului Luís Noronha da Costa. Extinderea stației a presupus prelungirea peroanelor stației existente și construcția unei legături cu noua stație de pe Linia verde.

## Stația de pe Linia roșie
A fost inaugurată pe 19 mai 1998, în același timp cu Olaias, Bela Vista, Chelas și Oriente, odată cu prelungirea Liniei roșii în zona Expo '98. Proiectul original îi aparține arhitectului Manuel Tainha, iar decorațiunile pictorilor António Costa Pinheiro și Juhana Blomstedt și sculptorului Alberto Carneiro.

### Incendiul
În zorii zilei de 19 octombrie 1997, în timpul execuției lucrărilor de extindere și reamenajare a stației din cadrul proiectului de construcție a Liniei roșii, a izbucnit un incendiu grav care a condus la decesul a doi muncitori.
Incendiul s-a produs după o puternică explozie care a distrus toate lucrările deja executate. Materialele folosite erau toxice și volatile și era necesar să fie manipulate cu mare atenție. Multă vreme s-a considerat că neatenția în manipularea și stocarea acestora a constituit cauza exploziei. Suplimentar, noaptea respectivă a fost caracterizată de o vreme instabilă, cu rafale de vânt și averse puternice de ploaie. Totuși, câteva luni mai târziu s-a constatat că, deși cei doi factori au contribuit la explozie, cauza principală a fost un proiector lăsat aprins, care a supraîncălzit unele din produsele chimice și a dus la emanații de gaze toxice. Într-un mediu închis precum cel subteran, concentrația de gaze periculoase a atins un nivel critic, iar supraîncălzirea lor le-a provocat explozia.

## Legături

### Autobuze orășenești

#### Carris
- 206 Cais do Sodré ⇄ Senhor Roubado (Metro) (dimineața)
- 706 Cais do Sodré ⇄ Estação Santa Apolónia
- 708 Martim Moniz ⇄ Parque das Nações Norte
- 713 Alameda D. A. Henriques ⇄ Estação Campolide
- 716 Alameda D. A. Henriques ⇄ Benfica - Al. Padre Álvaro Proença
- 717 Praça do Chile ⇄ Fetais
- 718 ISEL ⇄ Al. Afonso Henriques
- 720 Picheleira / Rua Faria Vasconcelos ⇄ Calvário
- 735 Cais do Sodré ⇄ Hospital Santa Maria[9]

#### Aerobus
- Linha 1 Aeroporto ⇄ Cais do Sodré[10]